# Municipio de Cedar (condado de Johnson)
El municipio de Cedar (en inglés: Cedar Township) es un municipio ubicado en el condado de Johnson en el estado estadounidense de Iowa. En el año 2010 tenía una población de 534 habitantes y una densidad poblacional de 5,72 personas por km².

## Geografía
El municipio de Cedar se encuentra ubicado en las coordenadas 41°48′52″N 91°25′37″O / 41.81444, -91.42694. Según la Oficina del Censo de los Estados Unidos, el municipio tiene una superficie total de 93.36 km², de la cual 91,53 km² corresponden a tierra firme y (1,96 %) 1,83 km² es agua.

## Demografía
Según el censo de 2010, había 534 personas residiendo en el municipio de Cedar. La densidad de población era de 5,72 hab./km². De los 534 habitantes, el municipio de Cedar estaba compuesto por el 98,69 % blancos, el 0,19 % eran afroamericanos, el 0,19 % eran amerindios, el 0,19 % eran asiáticos, el 0,19 % eran de otras razas y el 0,56 % eran de una mezcla de razas. Del total de la población el 0,19 % eran hispanos o latinos de cualquier raza.